# Манси (Индиана)
Манси (англ. Muncie) ― крупнейший город и административный центр округа Делавэр штата Индиана. Население ― 65 194 человека (2020). Манси расположен в 80 км к северо-востоку от Индианаполиса.

## История
Город Манси был основан в 1827 году. 
В 2020 году город был награждён премией «All-America City Award» (с англ. — «Всеамериканский город») присуждаемой Национальной гражданской лигой, которую неофициально называют «Нобелевской премией за конструктивное гражданство» и которая выдается за активную гражданскую позицию жителей некорпоративных сообществ Соединённых Штатов в жизни местного самоуправления.

## Население
Согласно переписи 2010 года, в городе проживало 70 085 человек в 27 722 домохозяйствах в составе 13 928 семей. Плотность населения составила 988 человек/км².
Расовый состав населения:
- 84,0 % — белых
- 10,9 % — чёрных или афроамериканцев
- 1,2 % — азиатов
- 0,3 % — коренных американцев
- 0,1 % — выходцев с тихоокеанских островов

Доля испаноязычных составила 2,3 % всех жителей.
По возрастному диапазону население распределялось следующим образом: 17,8 % ― лица младше 18 лет, 69,2 % ― лица в возрасте 18-64 лет, 13,0 % ― лица в возрасте 65 лет и старше. Средний возраст жителя составил 28,1 лет. На 100 человек женского пола в городе приходилось 90,6 мужчины.
Средний доход на одно домашнее хозяйство составил 41 009 долларов США (медиана — 31 044), а средний доход на одну семью — 51 965 долларов (медиана — 42 160). Медиана доходов составляла 35477 долларов для мужчин и 30529 долларов для женщин. За чертой бедности находилось 32,2 % человек, в их числе 38,3 % детей в возрасте до 18 лет и 9,4 % в возрасте 65 лет и старше.
Трудоустроенное население составляло 29 967 человек. Основные области занятости: образование, здравоохранение и социальная помощь — 32,7 %, искусство — 15,7 %, розничная торговля — 13,3 %.
| Год  | Численность | Численность |
| ---- | ----------- | ----------- |
| 1930 | 47 000      | [ 4 ]       |
| 1970 | 69 000      | [ 5 ]       |
| 1980 | 77 000      | [ 6 ]       |
| 2010 | 70 085      | [ 7 ] [ 8 ] |
| 2020 | 65 194      | [ 9 ]       |